# NGC 3877
NGC 3877 é uma galáxia espiral localizada a cerca de cinquenta milhões de anos-luz (aproximadamente 15,32 megaparsecs) de distância na direção da constelação de Ursa Maior. Possui uma magnitude aparente de 11,2, uma declinação de +47º 29' 41" e uma ascensão reta de 11 horas, 46 minutos e 07,7 segundos.
A galáxia NGC 3877 foi descoberta em 5 de Fevereiro de 1788 por William Herschel.